# Rachid Debbah
 (mars 2021).
Si vous disposez d'ouvrages ou d'articles de référence ou si vous connaissez des sites web de qualité traitant du thème abordé ici, merci de compléter l'article en donnant les références utiles à sa vérifiabilité et en les liant à la section « Notes et références ».
Rachid Debbah (en arabe : رشيد دباح) est un footballeur international algérien né le 20 mars 1948 à Alger. Il évoluait au poste d'arrière gauche.

## Biographie

### En club
Rachid Debbah évoluait en première division algérienne avec son club formateur l'USM Alger ou il a passé toute sa carrière.

### En équipe nationale
Rachid Debbah reçoit quatre sélections en équipe d'Algérie. Son dernier match a lieu le 5 décembre 1969, contre la Corée du Nord (défaite 1-3).

## Palmarès
USM Alger
| - Coupe d'Algérie : - Finaliste : 1968-69, 1969-70, 1970-71, 1971-72, 1972-73, 1977-78 et 1979-80. - Coupe du Maghreb des vainqueurs de coupe : - Finaliste : 1969-70. |  | - Championnat d'Algérie D2 (1) : - Champion : 1973-74. |